# Margarita od Navarre
Margarita od Navarre (Angoulême, 11. travnja 1492. – Odos, 21. prosinca 1549.), također poznata kao Margarita od Francuske, Margarita od Angulema bila je princeza orleanske grane francuske dinastije Capet.
Margarita se bavila književnošću i autoric je mnogih pjesama, drama i zbirke priča Heptameron. Margaritin utjecaj i prestiž su izuzetno porasli kada je njen brat Franjo okrunjen za kralja Francuske 1515. Poslije smrti prvog muža, udala se za Henrika II. od Navarre 1525., i tako postala kraljica Navarre. Iste godine, uspjela je da vještim pregovaranjem oslobodi brata, kralja Franju I., iz zarobljeništva u koje je zapao u Italiji.
Povijesni zapisi kažu da je bila plemenit vladar, da je komunicirala s običnim narodom i bila zainteresirana za njihove brige. Ona i suprug, kralj Henrik, pomagali su siromašne studente i mnoge ljude u nevolji. Često je posredovala u sukobima rimo-katolika i protestanata. Iako je zagovarala reformaciju crkve, nikada nije postala kalvinista. Bila je velikodušni pokrovitelj umjetnika i pisaca, među koima su i François Rabelais, Clément Marot i Pierre de Ronsard. Njen salon je bio poznat kao „Novi Parnas“. Leonardo da Vinci je umro 1519. dok je bio gost Margarite i njenog brata. Prije smrti, projektirao je njihov zamak.
Nizozemski humanist, Erazmo Roterdamski, jednom joj je prilikom uputio sljedeće pohvalne riječi: „Već dugo cijenim mnoge izvanredne vrline kojima Vas je Bog obdario; mudrost filozofa, čednost, umjerenost, blagodarnost, snagu duše i izvanrednu ravnodušnost prema svim taštinama ovog svijeta. Tko ne bi zadivio ovakvim kvalitetama sestre velikog Kralja, tako rijetkima čak i među svećenicima i crkvenjacima“.

## Djela
- „Dijalog u formi noćne vizije“ (1525.)
- „Božanska meditacija duše“ (1531.)
- „Bijele rade, bijele rade među princezama“, igra reči: Margarita je drugo ime za cvijet bijelu radu (1547.)
- „Heptameron“ (1542.), po motivima zbirke „Dekameron“ Giovannija Boccaccia